# Solfatasi

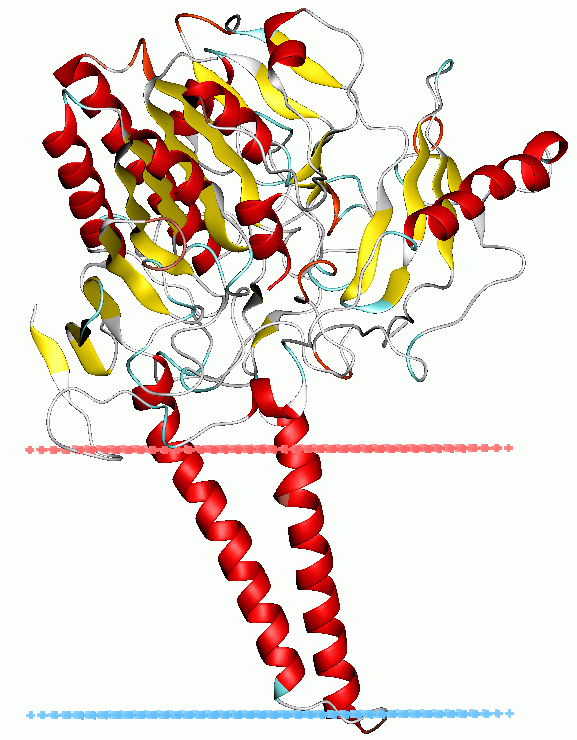
Steroide solfatasi

Le solfatasi sono enzimi della classe delle esterasi che catalizzano la idrolisi degli esteri solfati. Esistono solfatasi con un ampio grado di specificità di substrati, fra i quali si possono includere, ad esempio, gli steroidi, i carboidrati e le proteine. Gli esteri solfati possono essere prodotti da vari alcoli e ammine. In questo ultimo caso, il nome corretto per queste molecole, gli N-solfati, è solfamati.
Le solfatasi hanno un importante ruolo ambientale nel ciclo dello zolfo, nella degradazione dei glicosamminoglicani solfatati, dei glicolipidi nei lisosomi e nel rimodellamento dei glicosamminoglicani solfatati nello spazio extracellulare. Con le solfotransferasi, le solfatasi sono i principali macchinari biochimici per la sintesi e degradazione degli esteri di solfato.

## Importanza
Le solfatasi sono riscontrabili tanto in organismo superiori come in organismi inferiori. Nei primi si trovano tanto negli spazi extracellulari come intracellulari. La steroide solfatasa, ad esempio, si può ritrovare in un ampio rango di tessuti dell'organismo, permettendo che gli steroidi solfatati sintetizzati nelle ghiandole surrenali e nelle gonadi possano essere desolfatati posteriormente alla loro distribuzione attraverso il sistema circolatorio. Un gran numero di solfatasi si trovano nei lisosomi. Le solfatasi lisosomali sono capaci di rompere un gran numero di carboidrati solfatati, tra i quali si possono riscontrare i glicosamminoglicano e i glicolipidi.
I defetti genetici nell'attività delle solfatasi possono essere provocati a mutazioni genetiche dei geni che codificano la produzione delle solfatasi individuali, e possono provocare certe malattie da accumulo lisosomiale dall'ampio spettro fenotipico, tra i quali si includono defetti dello sviluppo fisico e intellettuale.

## Struttura tridimensionale

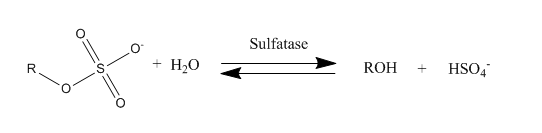
Idrolisi dell'ester solfato

Si è dimostrato che le seguenti solfatasi sono strutturalmente relazionate sulla base dell'omologia di sequenza:
- Arisolfatasa degli embrioni di ricci di mare
- Arisolfatasa d'alga verde
- Arisolfatasa A (Cerebrosido-solfatasa)
- Arisolfatasa B (N-acetilgalattosamina-6-solfatasa)
- Arisolfatasa C (Esteroide solfatasa)
- Arisolfatasa D
- Arisolfatasa EC
- Iduronato 2-solfatasa
- Glucosamina-6-solfatasa
- N-solfoglucosamina solfoidrolasa
- N-solfo-D-glucosammina

## Proteine umane che contengono attività solfatasi
- ARSA
- ARSB
- ARSD
- ARSE
- ARSF
- ARSG
- ARSH
- ARSI
- ARSJ
- ARSK
- GALNS
- GNS
- IDS
- PIGG
- SGSH
- STS
- SULF1
- SULF2